# ندى القلعة
ندى محمد عثمان حامد حسنين والشهيرة باسم ندى القلعة، مغنية سودانية. أما القلعة الذي اشتهرت به كلقب، فهو اسم منطقة بالخرطوم كانت تسكنها عندما ظهرت كمغنية في منتصف تسعينيات القرن العشرين. ولدت في الأول من فبراير 1975،[بحاجة لمصدر] واحترفت الغناء منذ 1997.

## حياتها
تميل ندى القلعة لأداء ما يعرف في السودان بـ “أغاني الحماسة،” وهي نوع قديم من الغناء الشعبي يتم فيه تمجيد قيم الرجولة والفروسية والشهامة والكرم عند الرجال، وغالباً يؤلف كلمات هذه الأغاني النساء. كما اشتهرت القلعة بتقديم نوع من أغاني النصح الاجتماعي الموجه غالباً للنساء والشباب، وتعد أغنيتها “راجل السترة” من أشهر ما قدمته في هذا الإطار. وأثارت أغنيتها “خبر الشوم” التي وصفت فيها سلوك المثليين الرجال وهاجمتهم بشدة، ضجةً كبيرة عندما أطلقتها في العام 2015 وجرى منعها من قبل مجلس المصنفات الأدبية والفنية.

## أعمالها
- منوعات ندى القلعة
- حفل صالة الريم
- حفلة الثورة
- مخدوعة

## مشاركتها بالخارج
شاركت الفنانة ندى في عدد من الدول منها:
- نيجيريا
- جنوب السودان
- الدوحة
- تشاد